# Грушечник Мюленберга
{{#ifeq:0|0|{{#if:Entosthodon muhlenbergii|{{#if:|[[]}}|[[]]}}}}
Грушечник Мюленберга (Entosthodon muhlenbergii) — вид мохів порядку скрученіжкальних (Funariales).

## Поширення
Батьківщиною є Європа, Макаронезія, Азія, Австралія, Нова Зеландія.